# 工藤裕子
工藤 裕子（くどう ゆうこ）は、脚本家。東京都出身。

## 人物・来歴
埼玉大学教養学部卒。
2007年『スーパーソニック!』で第33回城戸賞準入賞。
2008年『人間万事塞翁が茸』で第21回大伴昌司賞。
2010年『誕生日には薔薇の花を』で第3回WOWOWシナリオ大賞優秀賞。

## フィルモグラフィ
- イマジカBS開局20周年記念ドラマ『いつも まぢかに』（2015年）
- イマジカBS開局20周年記念ドラマ『ひと夏の隣人』（2016年）
- NHK Eテレ『オトナヘノベル』（番組内ショートドラマ）（2016年～2017年）